# Joventut Obrera i Camperola
Joventut Obrera i Camperola (lituà: Darbininkų ir valstiečių jaunimas) fou una revista il·legal de temàtica comunista publicada pel Komsomol de Lituània entre el 1936 i el 1940. La revista era distribuïda a Kaunas.
Era dirigida per la secció lituana de la Komintern. Entre el 1934 i el 1936 en sortiren un o dos números al mes, el 1937 i el 1938 va tenir una freqüència de publicació més irregular, i a partir del 1939, es convertí en una revista mensual. El 1938 es canvià el nom a Joventut Obrera-Camperola. Tenia una tirada d'entre 1.000 i 1.500 còpies.
La revista tractava sobre la vida dels joves i els exhortava a participar en la vida política. També s'hi publicaven articles de teoria comunista que criticaven la política del govern lituà.
Hi col·laboraren Zigmas Angarietis, Hubertas Borisa, Aizikas Lifšicas, Romas Šarmaitis i Motiejus Šumauskas, entre d'altres.

## Editors
- Icikas Meskupas – 1934
- Feliksas Bieliauskas – 1935
- Mira Bordonaitė – 1936–1937
- Adelė Šiaučiūnaitė – 1937-1940[1]